# Pseudomyrmex tenuissimus
Pseudomyrmex tenuissimus es una especie de hormiga del género Pseudomyrmex, subfamilia Pseudomyrmecinae. Esta especie fue descrita científicamente por Emery en 1906.

## Distribución
Se encuentra en Belice, Bolivia, Brasil, Colombia, Costa Rica, Ecuador, El Salvador, Guayana Francesa, Antillas Mayores, Guatemala, Guyana, Honduras, Jamaica, México, Nicaragua, Panamá, Paraguay, Perú, Surinam, Trinidad y Tobago y Venezuela.